# 인도계 영국인
인도계 영국인(영어: Indian British)은 조상들의 뿌리가 인도로부터 온 영국 시민들이다. 여기에는 영국으로 이주한 인도인뿐만 아니라 인도 출신 영국에서 태어난 사람들도 포함되었다. 오늘날, 인도인은 영국에서 약 140만 명이 있으며, 그들은 영국에서 가장 큰 단일 가시적 소수 민족 인구이다. 그들은 주로 영국-인도 관계 때문에 인도 디아스포라에서 가장 큰 인도 공동체 중 하나이다(인도가 대영 제국의 일부이고 여전히 영연방의 일부인 것과 같은 역사적 연결고리를 포함한다). 영국계 인도인 공동체는 미국, 사우디아라비아, 아랍에미리트, 말레이시아, 네팔의 인도인 공동체에 이어 인도 디아스포라에서 6번째로 크다. 대부분의 인도계 영국인들은 펀자브인, 구자라트인, 벵골인, 말라얄리인 혈통이며, 작은 타밀인, 텔루구인, 콘칸인, 마라티인 공동체이다.

## 21세기
21세기 초, 인도계 영국인 공동체는 100만 명 이상으로 성장했다. 2001년 영국 인구 조사에 따르면 1,053,411명의 영국인이 완전한 인도 민족을 가지고 있다. 99.3%의 압도적 다수가 잉글랜드에 거주하고 있다. 2001년부터 2010년까지 9년 동안 영국의 인도 태생 인구 수는 467,634명에서 약 66만 9,000명으로 43% 증가했다.

## 인구 통계

### 인구
2011년 영국 인구 조사에 따르면 인도계 인구는 1,451,862명으로 영국 전체 인구의 2.3%를 차지한다. 2001년 인구 조사에 따르면 1,053,411명(영국 전체 인구의 1.8%)이었다.
인도에서 태어난 사람들은 영국에서 가장 많은 외국 태생 인구로, 2020년에 총 88만 명으로 추산된다.
2011년 인구 조사에 따르면, 가장 많은 인도 출신 거주자가 있는 도시는 런던 (262,247명), 레스터 (37,224명), 버밍엄 (27,206명), 울버햄튼 (14,955명)이다.

## 문화
영국 의회, 인도 고등 위원회, 영국 정부는 2017년을 여왕에 의해 시작된 '영국 인도 문화의 해'로 명명했다. 이 대회가 열린 해는 영국령 인도 독립 70주년을 기념했기 때문에 의미가 있었다. 그것의 목적은 한 해 동안 양국에서 조직된 문화 행사, 전시회, 활동을 통해 두 나라 사이의 관계를 축하하는 것이었다. 네루 센터는 1992년에 설립된 영국 인도 고등 위원회의 문화 부서이다.

### 요리

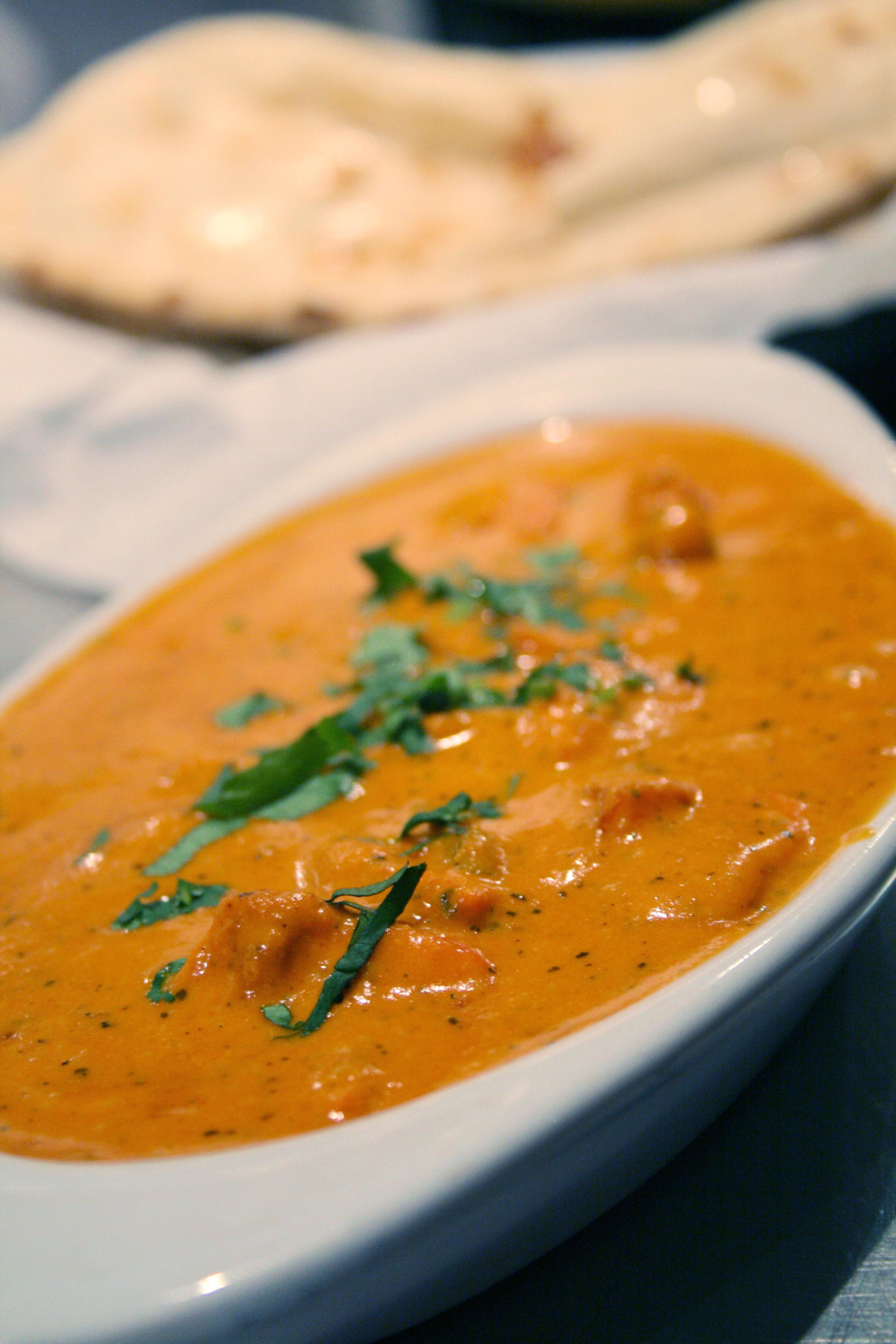
치킨 티카 마살라는 영국의 국민 요리로 여겨진다.

인도 요리는 영국에서 매우 인기가 있다. 인도 펀자브주에서 유래한 것으로 보이는 잡종 요리 치킨 티카 마살라는 국민 요리라고 불린다. 최초의 독점적인 인도 식당은 1810년에 문을 연 힌두스탄 커피 하우스였다. 커리는 1940년대와 1950년대에 영국에서 인기를 얻었다.
영국 전역에 약 9,000개의 인도 식당이 있으며, 이는 인구 7,000명당 약 1개에 해당한다. 영국에서 인도 커리의 인기는 주로 남인도인, 방글라데시인, 펀자브인 식당가들에 의해 만들어졌는데, 영국 내 인도 식당의 85%는 사실 방글라데시 실렛주 벵골인들이 소유하고 있다.
영국에서는 매주 200만 명 이상의 영국인이 인도 식당에서 식사를 하고 있으며, 주중에는 300만 명이 집에서 적어도 한 끼의 인도 음식을 조리하고 있다. 런던의 리젠트가에 위치한 비라스와미는 1926년에 문을 연 영국에서 현존하는 가장 오래된 인도 식당이다. 비라스와미는 커리와 1파인트의 맥주를 결합한 기원으로 여겨진다.

## 사회 문제

### 정치

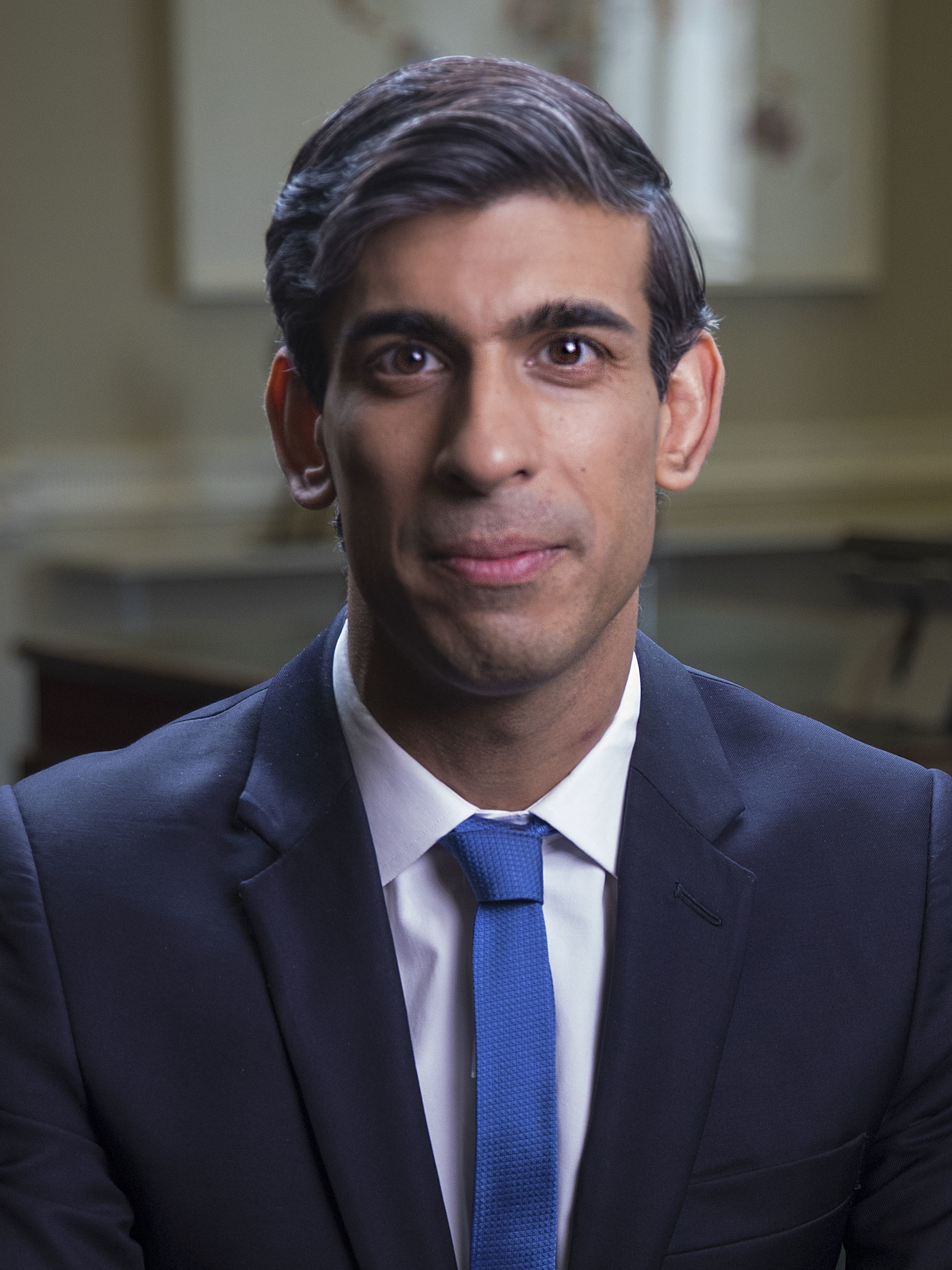
리시 수낵, 영국 보수당의 초대 인도계 지도자이자 영국 총리 (2022년~현재)

데이비드 오크테로니 다이스 솜브레는 1841년 7월 서드베리 선거구를 대표하기 위해 선출되었지만, 선거에서의 뇌물 때문에 1842년 4월에 제거되었다. 다다바이 나오로지는 1892년 핀즈베리 자유당 의원으로 선출되었다. 인도계 영국인들은 역사적으로 지역 정당 지부와의 강한 유대감과 어느 정도의 공동체 투표로 인해 노동당에 투표하는 경향이 있었지만, 젊은 인도계 영국인들의 동화와 그에 따른 공동체적 유대감과 부모의 정치적 유대감의 약화로 인해 이러한 관계는 깨지기 시작했다고 주장되어 왔다. 보수당의 현대화와 인도계 영국인 유권자들을 끌어들이기 위한 노력도 정치적 제휴를 바꾸는 데 기여했다.
영국 소수 민족 선거 연구는 2010년 총선에서 영국계 인도인의 61%가 노동당, 24%가 보수당, 13%가 자유민주당에 투표했다고 추정했다. 러니메데 트러스트의 2019년 분석에 따르면 2010년 총선에서 인도계 영국인의 57%가 노동당에, 30%가 보수당에 투표했다. 2015년 총선을 앞두고 실시된 학술 조사에 따르면 인도계 영국인의 69%가 노동당을, 24%가 보수당을 지지했다. 2015년 영국에서 가장 안전한 보수당 의석은 인도계 영국인 리시 수낵에게 주어졌다. 2015년 총선에서 인도계 영국인의 약 57.5%가 노동당에, 31%가 보수당에 투표했다. 2017년 총선에서 인도계 영국인의 약 58%가 노동당에, 인도계 영국인의 40%가 보수당에 투표했다. 같은 보고서에 따르면 인도계 영국인의 65%에서 67%가 유럽 연합 잔류에 투표했지만 인도계 영국인은 다른 소수 민족보다 브렉시트에 투표할 가능성이 높았다.

### 카스트 제도
많은 영국 힌두교도들은 여전히 카스트 제도를 고수하고 있으며, 여전히 비슷한 카스트 범주에 속하는 개인들과 결혼하기를 원한다. 학교와 직장에서 상류층 카스트 개인들에 의해 달리트라고 알려진 낮은 카스트 영국 힌두교 신자들을 학대한 몇 가지 사건이 있었다.

### 여성 살충제
옥스퍼드 대학교가 발표한 연구에 따르면 1990년부터 2005년까지 15년 동안 잉글랜드와 웨일스에서 1500명의 소녀들이 출생 기록에서 실종되었다고 한다. 대부분의 낙태는 인도에서 행해지고 있으며, NHS에서 거부된 낙태는 일부 인도계 영국인들이 그 절차를 위해 인도로 여행을 하도록 강요할 것이라고 보고서는 시사한다. 영국에서 24주 낙태시한을 넘긴 여성들을 위해 성 선별 검사와 낙태를 제공하는 해외 진료소에 대한 세부 사항을 환자에게 전달하는 인도계 영국 의사들의 사례도 있었다.

### 학업성취도
영국 정부의 공식 통계에 따르면, 인도계 영국인 학생들은 높은 평균 학업 성취도를 가지고 있다. 2015년~2016학년도에 인도계 영국인 학생들의 77%가 영어와 수학에서 A*~C학점을 받았고, 그 중 83%가 영어와 수학에서 A*~C학점을 받았다.
2016년~2017학년도에는 인도계 영국인 학생들의 15.3%가 A-레벨에서 최소 3개의 'A' 등급을 받았으며, 중국계 영국인 집단 (24.8%)만이 더 높은 비율로 동일한 기준을 달성했다.